# Charles Clément (artiste)
Pour les articles homonymes, voir Charles Clément et Clément.
Charles Clément, né le 27 juin 1889 à Rolle (canton de Vaud) et mort le 19 janvier 1972 à Lausanne (c. de Vaud), est un artiste peintre, illustrateur, caricaturiste et graveur suisse romand.

## Biographie
Originaire de Cartigny (c. de Genève), Charles Clément mène des études classiques (latin-grec) jusqu'à l'obtention du baccalauréat (Lausanne et Neuchâtel). Après avoir fréquenté l'école des beaux-arts de Düsseldorf (Königliche Kunstakademie) pendant un an, il part à Paris étudier dans les académies de la Grande Chaumière (1910).
De retour en Suisse (1912), il publie, entre autres, des dessins humoristiques dans plusieurs journaux illustrés (Gazette de Lausanne, Rire, Papillon) et cofonde le bimensuel satirique L'Arbalète à Lausanne (1916).
Il exécute des peintures murales, notamment pour la chapelle Montfaucon à la cathédrale de Lausanne (1921), et donne des leçons à l'école nouvelle de Chailly, puis au pensionnat de Brillantmont. Il réalise, avec Paul Budry, l'un des premiers livres d'art de Suisse romande intitulé Les Guerres de Bourgogne (1926).
Charles Clément poursuit sa carrière en Suisse jusqu'en 1927, avant de séjourner temporairement et par intermittence à Paris et Marseille (1927-1932). Outre ses travaux de peintre et d'illustrateur, il déploie, à partir de 1928, une importante activité de peintre verrier. Tourné vers l'art monumental, il orne de vitraux huit églises du canton de Vaud, ainsi que la cathédrale de Lausanne (15 vitraux, 1930-1939), et accomplit plusieurs travaux décoratifs dans des bâtiments publics de Suisse. Il peint également des scènes de rue puis, dès 1932, des nus, des paysages vaudois et des natures mortes.
Plusieurs musées abritent les œuvres de Charles Clément à Lausanne, Fribourg, Berne, Neuchâtel, Zurich, de même qu'à Londres. En 1949, le musée Arlaud lui consacre une rétrospective. En 1963 paraissent les Souvenirs d'un peintre, enrichis de nombreux croquis.
Dessinateur polyvalent et amateur de plusieurs outils et techniques (fusain, sanguine, pointe de l'aquafortiste, roseau taillé, crayon du lithographe, lavis, aquarelle, gouache), Charles Clément meurt le 19 janvier 1972 à Lausanne. En 1973, le Musée cantonal des beaux-arts de Lausanne organise une exposition à sa mémoire.
Il est le père de Marie-Hélène Fehr-Clément et le grand-père de Marc-Antoine Fehr.

## Annexe